# Piero Manzoni

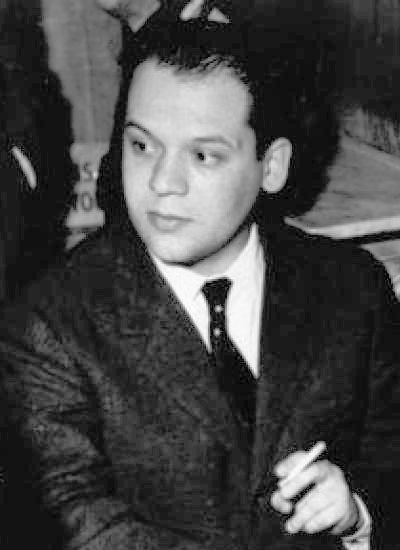
Piero Manzoni

Piero Manzoni (Soncino, 13 juli 1933 – Milaan, 6 februari 1963) was een Italiaanse kunstenaar die afstamde van oude adel uit Milaan; hij stierf jong. Als kunstenaar verzette hij zich fel tegen allerlei vormen van traditie, tot aan de opvattingen over het individualistische kunstenaarschap aan toe.

## Biografie
Na een korte periode waarin hij informele kunst maakte, begon hij in 1958 series monochrome (witte) abstracte schilderijen te maken, op inspiratie van de toen recente kunst van Klein en zijn landgenoot Fontana. Op grond van dit werk is hij wel van plagiaat beschuldigd omdat hij vooraf de monochrome schilderijen van Yves Klein had gezien. Manzoni zelf had daar geen enkele moeite mee. In latere werken experimenteerde hij met verschillende pigmenten en materialen op linnen. Later maakte hij ook gebruik van witte katoenwol, fiberglas, konijnenhuid en brooddeeg; van dit alles bouwde hij allerlei objecten op.

## Werken
Piero Manzoni's controversieelste werk is Artist's shit uit 1961. Het werk bestaat uit 90 blikjes die ieder gevuld zijn met 30 gram poep. Hierop is een drietalig label geplakt waarop "Poep van de Kunstenaar" staat geschreven. In 2007 werd bij Sotheby's een van de blikjes voor 120.000 euro geveild.
Zijn laatste kunstwerken werden steeds duidelijkere projecten waarbij het idee centraal stond en de uitvoering daar slechts een gevolg of uiting van was. Om de oneindigheid en de grenzeloosheid uit te drukken maakte hij onder andere op een rol krantenpapier bij de drukkerij van dagblad Het Parool een lijn van 7 kilometer met viltstift. Latere werken van Manzoni  werden niet of nauwelijks meer uitgewerkt omdat het idee zelf al voldeed. Vlak voor zijn dood gaf hij zo een overzicht van zijn werk uit in de vorm van een catalogus met 100 blanco bladzijdes. Hij relativeerde graag het unieke karakter van het kunstwerk én van de kunstenaar.
Piero Manzoni overleed op 6 februari 1963 aan een hartinfarct. Zijn overlijdensakte werd ondertekend door Ben Vautier en daarbij tot kunstwerk verklaard.

## Thema's
Oneindigheid, ruimte en onbegrensdheid keren als fascinatie op allerlei manieren in zijn kunst terug. Daarom groeide zijn kunst ook steeds meer naar een conceptuele kunst, want juist deze begrippen zijn per definitie niet vorm te geven materiaal.

## Invloed
Op zowel de Nederlandse Nul-beweging als de Duitse Zero-beweging heeft Manzoni veel invloed gehad. Henk Peeters van de Nederlandse Nul-beweging was zeer gecharmeerd van zijn werk, hoewel hij bezwaar maakte toen ook Manzoni wattenobjecten begon te maken, nadat hij die van Peeters had gezien.